# Johann Caspar Taubert
Johann Caspar (Kaspar) Taubert (russisch Иван Иванович Тауберт, * 1. Septemberjul. / 12. September 1717greg. in Sankt Petersburg; † 10. Maijul. / 21. Mai 1771greg. ebenda) war ein deutschstämmiger russischer Historiker und Bibliothekar.

## Leben
Taubert wurde als Sohn eines aus Sachsen eingewanderten Mühlenbauers in St. Petersburg geboren. Er besuchte das Akademische Gymnasium und war ab 1732 bei der Kunstkammer in St. Petersburg angestellt. 1738 wurde er Adjunkt für Geschichte und zugleich Mitglied der Kaiserlichen Akademie der Wissenschaften. Ab 1741 war er in leitender Position für die Bibliothek der Kaiserlichen Akademie, die Kunstkammer und den Medaillensaal zuständig.  Von 1748 bis 1749 bereiste er Sachsen und erwarb viele Bücher und Raritäten für die Sammlungen der Kunstkammer in St. Petersburg. 1757 wurde er Sekretär der Akademischen Kanzlei und 1758 Rat der Kanzlei. Von 1761 bis 1771 war er Leiter der Bibliothek der Kaiserlichen Akademie. 1762 erhielt er den Titel eines Staatsrats und eines Bibliothekars seiner Kaiserlichen Majestät.
1765 gehörte er zu den Gründungsmitgliedern der Freien Ökonomischen Gesellschaft zu St. Petersburg und war mit Andrei Nartow Herausgeber der Zeitschrift Arbeiten der Freien Ökonomischen Gesellschaft zur Förderung der Landwirtschaft und des Hausbaus in Russland (russisch Труды Вольного Экономического Общества к поощрению в России земледелия и домостроительства). In seinen letzten Lebensjahren arbeitete er als Übersetzer.